# 사가미강
사가미강(相模川)은 일본 혼슈섬의 가나가와현과 야마나시현을 흐르는 강이다.
야마나시현의 강의 상류는 가쓰라가와강(桂川), 가나가와현의 하구 근처에서는 바뉴강(馬入川)으로 불리기도 한다. 강 전체를 통틀어 아유카와강(鮎川)으로 부르기도 하는데, 이것은 이곳에서 은어(아유)가 많이 잡힌 데에서 유래한다.
사가미강은 야마나시현의 후지 5호 중 최동단에 위치한 가장 큰 호수인 야마나카호에서 발원한다. 야마나시현의 북서쪽과 북동쪽을 돌은 후에 남쪽으로 흘러 히라쓰카시와 지가사키시 사이를 통과해 태평양의 사가미만으로 빠져 나간다. 강을 따라 몇 개의 댐이 건설되어있으며 많은 저수지가 형성되어 있다. 그 중 대표적인 것이 사가미호와 쓰쿠이호이다.
강은 후지산의 몇 차례 분화로 끊기기도 했다. 강 상류를 따라 있는 하안단구는 그 증거이다. 가나가와현을 통과하면서 충적평야에 자연제방을 형성하나, 강 하구에 삼각주는 거의 형성되어있지 않다.
강 상류는 수력 발전에 유리해 1930년대부터 개발이 시작되었다. 이것은 요코하마-가나자와 공업단지로의 전력 공급 및 생활 용수와 공업 용수를 확보하기 위한 것이었다. 사가미 댐의 공사는 1938년부터 시작되었으나, 2차 대전의 발발로 인한 재원 부족으로 완공은 전후로 미뤄졌다. 1965년에는 시로야마 댐이 만들어졌고 그밖에도 사가미강의 주요 지류인 나카쓰강의 미야가세 댐을 포함해 많은 댐이 만들어졌다.